# Розенблад, Матиас
Матиас Розенблад (швед. Mathias Rosenblad; 23 июня 1758, Лунд — 4 сентября 1847, Экерё) — высокопоставленный шведский сановник, почти полвека занимавший парламентские или  министерские должности. Андреевский кавалер (11 июня 1838).

## Биография
Родился в 1758 году в Лунде в семье профессора медицины Лундского университета Эберхарда Розенблада. Два его брата стали генералами шведской армии. Окончил юридический факультет Лундского университета, после чего сделал успешную карьеру гражданского чиновника. С 1794 года занимал должность статс-секретаря по внутренним делам. Заседал в риксдаге (парламенте) Швеции, где входил в состав Секретного комитета. В 1809 году был назначен одним из государственных министров, а в 1829 году — премьер-министром юстиции (одна из двух главных должностей в тогдашнем правительстве Швеции наряду с премьер-министром иностранных дел). Эту должность занимал 11 лет (1829—1840). Имел репутацию стойкого консерватора, гордился тем, что никогда не читал газет, включая статьи о себе. Находился в натянутых отношениях с риксдагом (парламентом) Швеции, который обвинял его в кумовстве, то есть продвижении собственных родственников на влиятельные должности. В 1834 году была предпринята попытка выдвинуть обвинения против Розенблада, однако в итоге министр был оправдан и сохранил свою должность. Только в 1840 году Розенблад, в возрасте 82-лет, по совету короля ушёл в отставку. 
Розенблад был женат с 1790 года, но не имел детей. Его хранящиеся в Шведской королевской библиотеке рукописные мемуары никогда не публиковались. Он был членом Шведской академии наук и ряда других религиозных и научных обществ (таких как Шведская королевская академия словесности), кавалером всех высших орденов Швеции (Серафимов, Меча, Полярной Звезды, Династии Ваза и Карла XIII) а также ряда иностранных орденов, включая высший российский орден Святого Андрея Первозванного. За время своей службы получил сперва баронский, а затем и графский титул, а также титул одного из первых лордов королевства. 
Скончался в 1847 году в своём поместье поблизости от Экерё.